# Ain't Nothin' Stoppin' Us Now
Ain't Nothin Stoppin Us Now er et album af det amerikanske soul/funk-band Tower of Power udgivet i 1976 og varer 38:19.

## Numre
1. "Ain't Nothin' Stoppin' Us Now" – 	3:58
2. "By Your Side" – 	4:30
3. "Make Someone Happy" – 	2:47
4. "Doin' Alright" – 	4:48
5. "Because I think the World Of You" – 	3:00
6. "You Ought To Be Havin' Fun" – 	3:06
7. "Can't Stand To See The Slaughter" – 	2:47
8. "It's So Nice" – 	5:39
9. "Deal With It" – 	3:20
10. "While We Went To The Moon" – 	4:24

## Personel
- Greg Adams  – trompet, flygelhorn, horn, stemme
- Ron E. Beck  – stemme, trommer
- Emilio Castillo  – saxofon (tenor), stemme
- Bruce Conte  – guitar, stemme
- Mic Gillette  – percussion, trombone, trompet, flygelhorn, horn, horn (bariton), trombone (bas), stemme
- Patricia Henley  – stemme
- Melba Joyce  – stemme
- Stephen "Doc" Kupka  – saxofon, saxofon (bariton)
- Bill Lamb  – trombone, trompet, flygelhorn
- Edward McGee  – trompet, sanger
- Lenny Pickett  – saxofon, saxofon (alt), saxofon (tenor)
- Francis Rocco Prestia  – bas
- Carol Rogers  – stemme
- Ivory Stone  – stemme
- Chester Thompson  – synthesizer, klaver, keyboard, stemme